# Катрин Кер
Катрин Кер (на английски: Katharine Kerr) е американска писателка на бестселъри в жанра фентъзи.

## Биография и творчество
Катрин Нанси Кер е родена на 3 октомври 1944 г. в Кливланд, Охайо, САЩ. Израства с майка си, тъй като баща ѝ е убит в края на Втората световна война. Още от дете се интересува от книгите, особено тези свързани с крал Артур и келтската митология. Докато е ученичка семейството се мести в Санта Барбара, Калифорния. Атмосферата на града и отдалечаването от литературата не ѝ харесва и през 1962 г. тя се премества в района на Сан Франциско.
В периода 1962 – 1963 г. следва в Станфордския университет. Отпада от университета след участието си в студентските бунтове. През 1964 г. се омъжва за Лорън Мийнс. Развеждат се по-късно. След напускането на университета работи на редица нископлатени места, вкл. в пощенска станция. Тя обаче не изоставя любовта си към книгите, така както обича бейзбола и котките. Чете много в областта на класическата археология, за историята на тъмните векове и средновековието. През 1973 г. се омъжва за своя бивш съученик от средното училище Хауърд Кер.
В началото на 80-те години е дизайнер на фентъзи игри в компанията „TSR, Inc“ и редактор на списание „Dragon“.
През 1986 г. излиза първият ѝ фентъзи роман от емблематичната поредица „Кралство Девери“. След него тя се посвещава изцяло на писателската си кариера.
Катрин Кер живее в Сан Франциско.

## Произведения

### Самостоятелни романи
- Resurrection (1992)
- Freeze Frames (1994)
- Palace (1996) – с Марк Крейгбаум
Палас, изд. „Лира Принт“ (2001), прев. Десислава Брендьорфер
- Snare (2003)
- Sorcerer's Luck (2013)

### Серия „Кралство Девери“ (Kingdom of Deverry)
1. Daggerspell (1986)
Магия за кинжал, изд. „Аргус“ (1996), прев. Любомир Николов
2. Darkspell (1987)
Магия за мрак, изд. „Аргус“ (1998), прев. Цветан Петков
3. The Bristling Wood (1989) – издадена и като „Dawnspell: The Bristling Wood“
Магия за зора, изд. „Аргус“ (1999), прев. Цветан Петков
4. The Dragon Revenant (1990) – издадена и като „Dragonspell: The Southern Sea“
Магия за дракон, изд. „Аргус“ (1999), прев. Цветан Петков

#### Подсерия „Девери: Уестланд“ (Deverry: The Westlands)
1. A Time of Exile (1991)
2. A Time of Omens (1992)
3. Days of Blood and Fire (1993) – издадена и като „A Time of War“
4. Days of Air and Darkness (1994) – издадена и като „A Time of Justice“

#### Подсерия „Девери: Магьосникът Дракон“ (Deverry: The Dragon Mage)
1. The Red Wyvern (1997)
2. The Black Raven (1999)
3. The Fire Dragon (2000)

#### Подсерия „Девери: Сребърният дракон“ (Deverry: The Silver Wyrm)
1. The Gold Falcon (2006)
2. The Spirit Stone (2006)
3. The Shadow Isle (2008)
4. The Silver Mage (2009)

### Серия „Полар Сити“ (Polar City)
с Кейт Даниъл
1. Polar City Blues (1990)
2. Polar City Nightmare (2000)

### Серия „Нола О'Грейди“ (Nola O'Grady)
1. License to Ensorcell (2011)
2. Water to Burn (2011)
3. Apocalypse to Go (2012)
4. Love on the Run (2012)

### Разкази
- Maternal Instincts (1991)
- One Small Detail (1992)
- Resurrection (1992)
- Its Own Reward (1992)
- Parsley, Space, Rosemary and Time (1992)
- The Skull's Tale (1993)
- Cui Bono? (1994)
- Asylum (1994)
- Giant Trouble (1995)
- The Bargain (1995)
- The Wellspring (1996)
- The Fourth Concealment of the Island of Britain (2001)
- The God Voice (2004) – с Дебра Дойл
- The Poisoned Root of it All (2006)
- The Lass from Far Away (2010)

### Сборници
- Dragon Lords and Warrior Women (2010) – с Урсула Ле Гуин, Вонда Макинтайър и Шерууд Смит
- Dark Magicks: Two Stories (2013)